# Bitva o Rägavere
Bitva o Rägvere (estonsky: Rägavere lahing) bylo vojenské střetnutí v Estonské osvobozenecké válce, které se odehrálo 15. prosince 1918 u Rägavere poblíž Rakvere. V té době museli Estonci bránit okolí před sovětským protiútokem. Estonci museli ustoupit a na začátku roku 1919 již byla fronta 34 km od Tallinnu.